# Zocca
Zocca é uma comuna italiana da região da Emília-Romanha, província de Modena, com cerca de 4.640 habitantes. Estende-se por uma área de 69 km², tendo uma densidade populacional de 66 hab/km².
Faz fronteira com Castel d'Aiano (BO), Castello di Serravalle (BO), Guiglia, Montese, Pavullo nel Frignano, Savigno (BO), Vergato (BO).
É a cidade onde nasceu o cantor Vasco Rossi.

## Demografia
| Variação demográfica do município entre 1861 e 2011                               |
|                                                                                   |
| Fonte: Istituto Nazionale di Statistica (ISTAT) - Elaboração gráfica da Wikipedia |